# تئودور ویلیام ریچاردز
ویلیام تئودور ریچاردز (به انگلیسی: Theodore William Richards) (زاده ۳۱ ژانویه ۱۸۶۸ - درگذشته ۲ آوریل ۱۹۲۸) شیمیدان آمریکایی است.
در سال ۱۹۱۴ برای تعیین دقیق وزن اتمی بسیاری از عنصرهای شیمیایی جایزه نوبل شیمی به او اهدا شد. او اولین آمریکایی است که موفق به دریافت این جایزه شد.

## زندگی‌نامه
تئودور ریچاردز در فیلادلفیا، پنسیلوانیا زاده شد. سال ۱۸۸۳ در سن ۱۴ سالگی وارد کالجی در پنسیلوانیا شد و در سن ۱۶ سالگی موفق به دریافت لیسانس در رشته علوم شد. او سپس به دانشگاه هاروارد رفت و در سال ۱۸۸۶ فارغ‌التحصیل شد. او به تحصیلات خود در دانشگاه هاروارد ادامه داد و در سال ۱۸۸۸ دکترای شیمی خود را گرفت.